# 伊兹密尔民族志博物馆
伊兹密尔民族志博物馆（土耳其語：İzmir Etnografya Müzesi）是土耳其伊兹密尔的一个民族志博物馆，收藏的文物包括陶器，镀锡，刺绣，珠宝和插图手稿等，展示了当地的艺术，工艺和风俗。博物馆免费入场。

## 历史
伊兹密尔民族志博物馆所在的建筑建于1831年，原为圣罗氏医院。该建筑高四层，用石头建造。

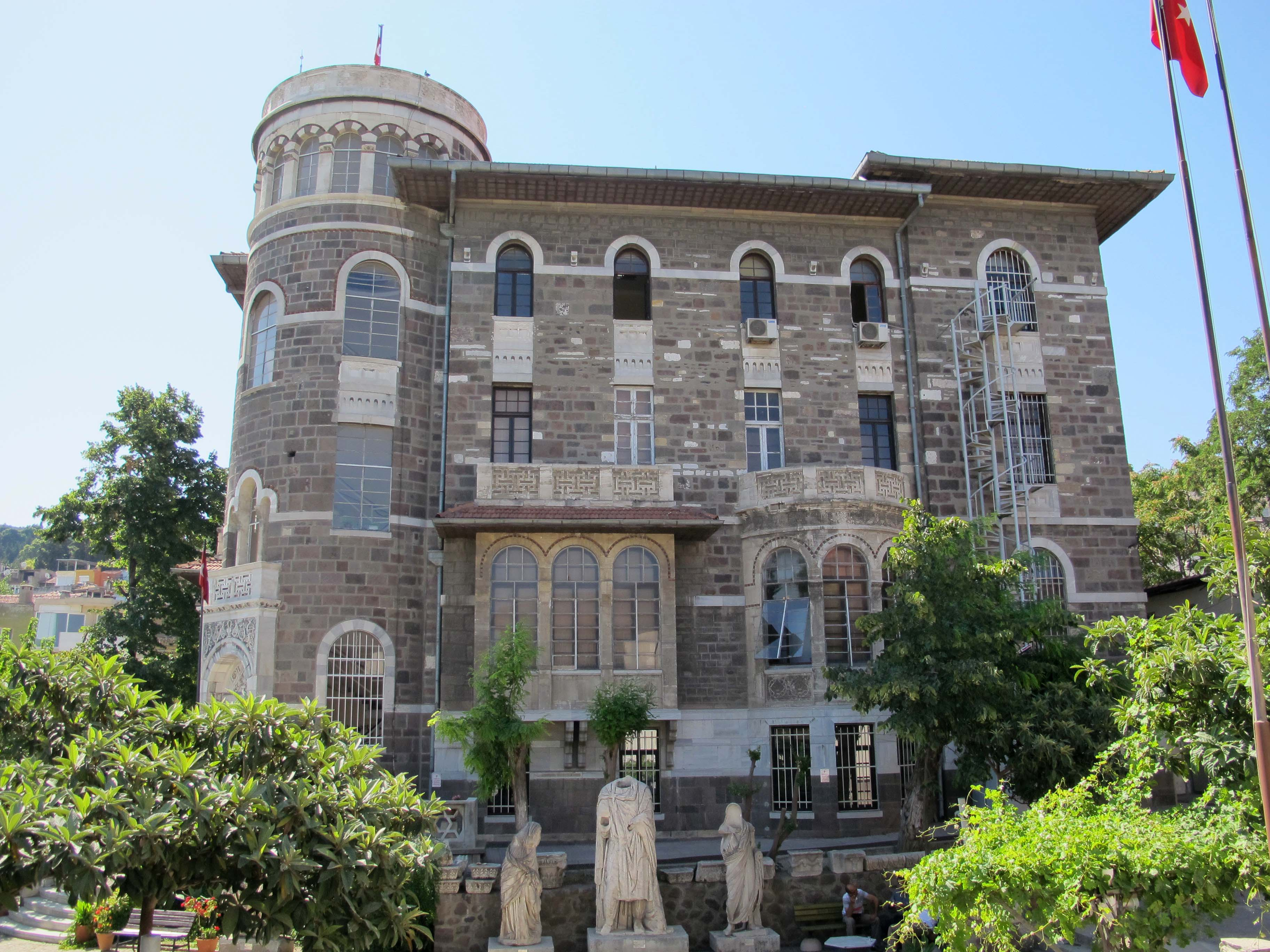

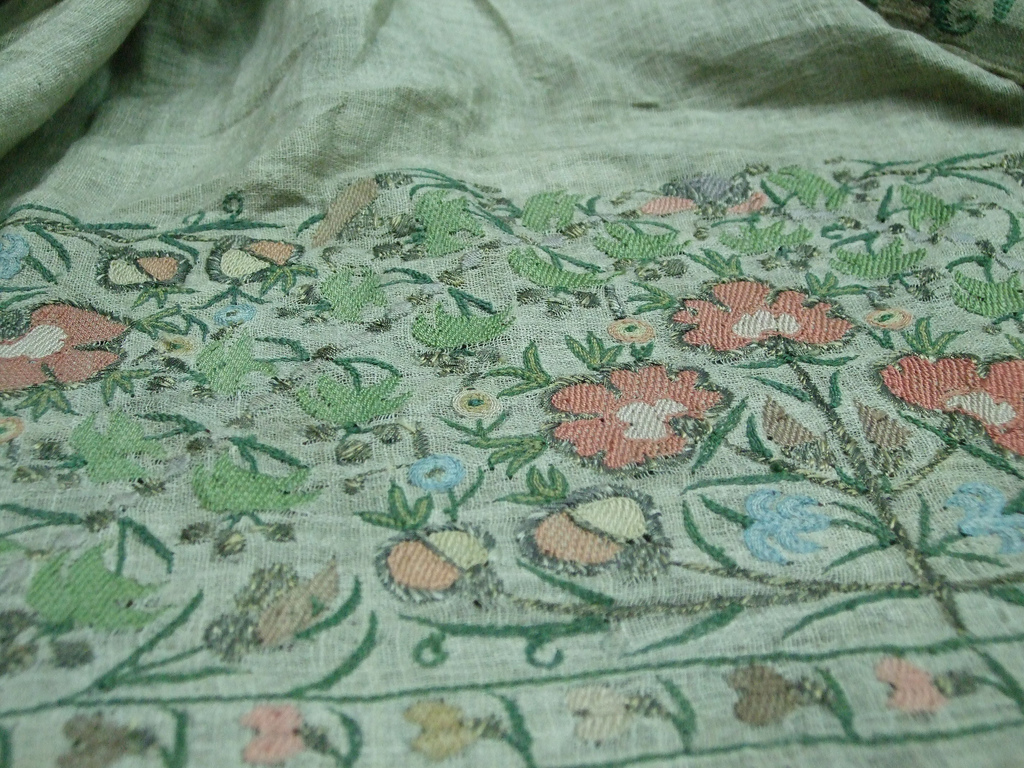